# FC Sint-Martens-Latem
FC Sint-Martens-Latem is een Belgische voetbalclub uit Sint-Martens-Latem. De club is aangesloten bij de KBVB met stamnummer 5842 en heeft blauw en wit kleuren. De club speelde in haar bestaan een paar seizoenen in de nationale reeksen.

## Geschiedenis
In de eerste helft van de 20ste eeuw werd al gevoetbald in Sint-Martens-Latem, maar dan enkel op vriendschappelijk niveau. In 1954 werd uiteindelijk FC Sint-Martens-Latem opgericht, dat zich in 1955 aansloot bij de Belgische Voetbalbond. Men speelde er eerst nog een seizoen in een reservereeks, om dan in 1956 van start te gaan in Derde Provinciale.
In de periode vóór, tijdens en na de oorlog werd er –hoewel niet gestructureerd- ook al gevoetbald in Latem. Er was de ploeg Louf (met de kleuren blauw-geel), er was de ploeg Haelemeersch (met de kleuren rood-wit) en er was de Vlaamse Penne (die tijdens de oorlog op de golf speelden).
FC Latem, waarvan de juiste en volledige benaming “Football Club Sint-Martens-Latem” is, heeft als stamnummer 5842.
In de jaren ’50 werd er op zaterdag, van 2 uur tot duisternis, gevoetbald op het domein Gevaert. Enkele voetbaladepten, gestimuleerd door de gebroeders Gevaert (Omer, Piet, Paul en Marc) beslissen om een club te stichten.
Er wordt een perceel gehuurd langs de Kortrijksesteenweg, een afsluiting wordt geplaatst met de hulp van elkeen, er komen 2 kleedkamers en een open kantientje. In de zomer van 1954 wordt een en ander plechtig ingehuldigd met o.a. een wedstrijd, de inzegening door de pastoor, de stoet met fanfare en….Zelfs de “verpleegsters” ontbreken niet op het appel.
Dr. Raymond Dubois en Albert Wieme zijn de eerste voorzitters, Emiel Van Quickelberge en André Herreman de eerste onder-voorzitters en Gust Burke de eerste secretaris.
Op 13/1/1955 wordt de aansluiting bij de KBVB gevraagd én toegestaan in juli 1955.
Toen Albert Wieme voor het schepenambt koos werd architect Armand Vermeulen in 1956 de jongste voorzitter in de Vlaamse voetbalreeksen, nog altijd bijgestaan door bakker Julien De Keyzer, Hugo Steyaert (betonfabriek), meester-kleermaker Albert Dhaene en vele vrienden van het ‘eerste uur’…
Omer Van Parijs en echtgenote waren de zorgzame terreinbewaarders en oud-internationaal Gustje Boesman (uitbater  van café De Klokke) werd trainer. Het clublokaal lag in het legendarische ‘Café Sportwereld’ van Reineke en Willy Cocquyt…
De club wilde hogerop en vierde in 1962, na vijf seizoenen, al de eerste kampioenstitel. Latem promoveerde voor het eerst naar Tweede Provinciale, maar degradeerde in 1963 weer. In 1964 behaalde men nogmaals de titel in Derde en bijhorende promotie. Het verblijf in Tweede duurde nu twee seizoenen, maar in 1966 zakte men opnieuw. In 1967 pakte men weer een jaar na de degradatie de titel en de bijhorende promotie en ditmaal kon de club zich handhaven als tweedeprovincialer.
Tien jaar bleef men in Tweede Provinciale spelen en er traden ook verschillende jeugdploegen met succes in competitie. In 1977 slaagde FC Sint-Martens-Latem er uiteindelijk in te promoveren naar Eerste Provinciale, het hoogste provinciale niveau. De club kende een succesperiode, want in 1978 stootte men al meteen door naar de nationale reeksen. FC Latem kende er een goed eerste seizoen in Vierde Klasse en haalde een gedeelde negende plaats. Het tweede seizoen kende men minder succes. Latem werd afgetekend allerlaatste en zakte zo in 1980 weer naar Eerste Provinciale.
FC Sint-Martens-Latem kon niet meer terugkeren in Vierde Klasse en bleef de volgende jaren in de provinciale reeksen spelen, waar men nog verder wegzakte.
Begin de jaren ’70 verhuisde de club naar een modernere locatie aan de Hoge Heirweg. FC Latem speelde meestal in tweede provinciale reeks Oost-Vlaanderen, en voelde zich daar ook thuis. Het eerste elftal en de jeugd staan bekend in de regio als technisch sterk voetballende ploegen.

## Resultaten
| 2016/17 |  |  |  |  |  |    | 14 |   |  | Tweede Prov. O.VL. A | 31 | Degradatie                        |
| 2017-18 |  |  |  |  |  |    |    | 1 |  | Derde Prov. O.VL. B  | 69 | Kampioen                          |
| 2018-19 |  |  |  |  |  |    | 1  |   |  | Tweede Prov. O.VL. A | 63 | Kampioen                          |
| 2019-20 |  |  |  |  |  | 12 |    |   |  | Eerste Prov. O.VL.   | 29 | Vroegtijdig gestopt wegens corona |
| 2020-21 |  |  |  |  |  | -  |    |   |  | Eerste Prov. O.VL.   | -  | seizoen geschrapt wegens corona   |
| 2021-22 |  |  |  |  |  | 13 |    |   |  | Eerste Prov. O.VL.   | 28 | Degradatie                        |
| 2022-23 |  |  |  |  |  |    | 2  |   |  | Tweede Prov. O.VL. A | 69 |                                   |
| 2023-24 |  |  |  |  |  |    | 1  |   |  | Tweede Prov. O.VL. B | 70 | Kampioen                          |
| 2024-25 |  |  |  |  |  | 5  |    |   |  | Eerste Prov. O.VL.   | 50 |                                   |
| 2025-26 |  |  |  |  |  |    |    |   |  | Eerste prov. O.VL.   |    |                                   |

## Bekende spelers
- Eric Ghyselinck, speelde later in Eerste Klasse bij SV Waregem
- Jan Steyaert, speelde in Eerste Klasse bij Cercle Brugge
- Jan Ruiter, speelde na RSC Anderlecht bij FC Latem
- Rudi Haleydt, speelde na SV Waregem bij FC Latem
- Herve Delesie, speelde na SV Waregem bij FC Latem